# Égal
Égal ist ein Lied von Amanda Lear aus dem Jahr 1981, das sie zusammen mit Anthony Monn schrieb. Es erschien auf ihrem fünften Studioalbum mit dem Namen Incognito.

## Hintergrund
In dem Liedtext, von Amanda Lear auf Französisch geschrieben, geht es um die Beendigung einer Partnerschaft. Das Lied ist eine Ballade im Chansonstil, mit Musik und Produktion von Anthony Monn. Lear hat es auch auf Spanisch als Igual aufgenommen.

## Musikvideo
Das Musikvideo wurde in Paris gedreht, im Café de Flore an der Ecke des Boulevard Saint-Germain und der Rue Saint-Benoît. Lear sitzt am Tisch, raucht Zigaretten und schreibt einen Brief für ihren ehemaligen Partner.

## Charts und Chartplatzierungen
| ChartsChartplatzierungen | Höchstplatzierung | Wochen |
| ------------------------ | ----------------- | ------ |
| Deutschland (GfK)        | 75 (1 Wo.)        | 1      |